# Abeliophyllum distichum
Abeliophyllum es un género monotípico de fanerógamas perteneciente a la familia Oleaceae. Consiste en una única especie, Abeliophyllum distichum Nakai,  endémica de Corea, donde está considerada en peligro de extinción en estado silvestre, localizándose solamente en siete colonias. Está emparentada con  Forsythia, pero difiere en tener flores de color blanco en lugar de amarillo.

## Descripción
Es un arbusto caduco que alcanza los  1-2 m de altura. Las hoja son opuestas, simples de  6 a 10 cm de longitud y  3 a 4,5 cm de ancho, pubescente por el haz y el envés. Las flores surgen a principios de la primavera, antes de que aparezcan las nuevas hojas, son de color blanco de  1 cm de longitud con corola de cuatro lóbulos. El fruto es una sámara redonda y alada de  2 a 3 cm de diámetro.

## Usos
Se cultiva como planta ornamental en Europa y Norteamérica.

## Taxonomía
Abeliophyllum distichum fue descrita por Takenoshin Nakai y publicado en Bot. Mag. (Tokyo) 33: 153 1919.
Sinonimia
- Abeliophyllum distichum f. albiflorum Nakai
- Abeliophyllum distichum f. eburneum T.Lee
- Abeliophyllum distichum f. lilacinum Nakai
- Abeliophyllum distichum var. obtusicarpum T.Lee
- Abeliophyllum distichum f. viridicalycinum T.Lee